# 愛しい嘘 優しい闇
『愛しい嘘 優しい闇』（いとしいうそ やさしいやみ、英語: DEAR MY LONELINESS AND DARKNESS）は、愛本みずほによる日本の漫画作品。『Palcy』（講談社・pixiv）にて、2020年4月25日から2024年4月13日まで連載された。単行本はもともと電子書籍限定で配信されていたが、2021年7月より紙媒体でも刊行されている。
2022年1月期にテレビ朝日系にてテレビドラマ化。作者の愛本によると、ドラマでは「原作にはない要素」が取り入れられる。

## 登場人物
今井望緒（いまい みお）
28歳。漫画家として一度デビューしたものの、漫画アシスタントとして働いている。
雨宮秀一（あめみや しゅういち）
望緒の初恋の人。

## 書誌情報
- 愛本みずほ『愛しい嘘 優しい闇』講談社〈BE LOVE KC〉、全7巻
  1. 2021年7月13日発売[講 1]、ISBN 978-4-06-521466-4
  2. 2021年9月13日発売[講 2]、ISBN 978-4-06-522788-6
  3. 2021年12月13日発売[講 3]、ISBN 978-4-06-526238-2
  4. 2022年1月13日発売[講 4]、ISBN 978-4-06-526691-5
  5. 2022年8月12日発売[講 5]、ISBN 978-4-06-528909-9
  6. 2023年5月12日発売[講 6]、ISBN 978-4-06-531145-5
  7. 2024年4月12日発売[講 7]、ISBN 978-4-06-534970-0

## テレビドラマ
『愛しい嘘〜優しい闇〜（いとしいうそ やさしいやみ、英語: DEAR MY LONELINESS AND DARKNESS）』のタイトルで、2022年1月14日から3月4日までテレビ朝日系「金曜ナイトドラマ」枠で放送。主演は波瑠。

### キャスト

#### 山梨県山西中学校 同窓生
今井望緒（いまい みお）〈29〉
演 - 波瑠（中学時代：足川結珠）
江波マンガスタジオの漫画家アシスタント。3年前に漫画家デビューするも、それ以降は鳴かず飛ばず。「クロ」という唯一のファンがいる。
雨宮秀一〈29〉
演 - 林遣都 （中学時代：荒木飛羽）
望緒の中学時代の同級生。容姿端麗・成績優秀と学年の王子様的存在で望緒の憧れの男性で現在は東京でIT企業の社長をしている。
その裏ではクラスメートである中野幸の放火を目撃しその事をネタに金銭をゆすったり、交際相手の女性に暴力と借金を繰り返すなど非常に残虐で狂気に満ちた人物で、最終的には介護施設の地下駐車場で母・サユリから刺殺され亡くなる。
本田玲子（ほんだ れいこ）〈29〉
演 - 本仮屋ユイカ（中学時代：菊地姫奈）
東青山法律事務所所属の弁護士。中学時代は三つ編みで眼鏡を掛けていた。冷静沈着な望緒のよき相談相手。
中学時代に当時の担任である田村に想いを寄せており、タイムカプセルに田村宛のラブレターを書いて入れた後、独立して本田法律事務所を立ち上げる。
野瀬優美（のせ ゆうみ）〈29〉
演 - 黒川智花（中学時代：新井美羽）
旧姓「北川」。同級生の中で一番早く結婚し、現在は専業主婦。穏やかでおっとりした性格の一方で夫・野瀬正のDVと束縛に悩み、不倫をしていた。父親は銀行員。
奈々江を偲ぶ会で幸を殺害するためにワインに毒を仕込んだが、幸が咄嗟にワインを入れ替えたため自身が毒入りワインを飲む羽目になり死亡した
。
岩崎奈々江（いわさき ななえ）〈29〉
演 - 新川優愛（中学時代：牧野羽咲）
甲府のOL。中学時代はクラスのお姫様的存在で今でもSNSでキラキラした写真をアップしている。ストーカー。
望緒のアパートに空き巣に入ったことがバレ、玲子たちに追及される。見逃されたあと遺体で発見される。
死ぬ直前に優美にドライブに誘われ渓谷に行く。優美が正から暴力を受けている事、そして不倫している事を馬鹿にして笑う。カッとなった優美につり橋から突き落とされる。
深沢稜（ふかざわ りょう）〈29〉
演 - 溝端淳平（中学時代：犬塚心）
深沢ワイナリーの後継ぎで、望緒とは幼馴染の間柄。
中学時代の夏祭りの帰りに稜、玲子、優美、奈々江の4人で花火をしていたが、ロケット花火の一つが中野幸の家に飛び、その後火事になったと思われていたが、実際にはロケット花火は玄関前に落ちただけで、火事の原因ではなかった。
中野幸（なかの みゆき）〈29〉
演 - 林遣都 （中学時代：池田優斗）
望緒たちの中学時代の同級生。整形し、雨宮秀一になりすましてIT企業の社長をする。
彼が優美の不倫相手だと思っていた野瀬正にナイフで刺される。
中学時代は親から虐待を受ける日々を受け続けた挙句、夏祭りの日に家に放火し両親を殺害してしまうも、それを本物の雨宮秀一に目撃され、以降は秀一に脅迫、強請られていた。
秀一を刺したサユリの罪を被り逃亡していたが、警察に連行されている時、野瀬正に再び刃物で刺された。その後は生死不明。
「クロ」という名で望緒にファンレターを送っていた。

#### 江波マンガスタジオ
江波ヒロコ（えなみ ひろこ）
演 - 西尾まり
人気漫画家。望緒の良き理解者で、りえの望緒に対する態度に日々悩んでいる。
岡崎りえ（おかざき りえ）〈26〉
演 - 松村沙友理
漫画家アシスタント。気が強く先輩である望緒に対して事あるごとに"謝罪"を要求するなど高圧的。望緒の作品のアイデアを盗んで雑誌に投稿・連載が決まるも、横断歩道でミリタリーコートの男に押され、車にひかれて右腕を複雑骨折する。
事故に遭った後、見舞いに来た望緒に対して「本心では私の不幸を喜んでいる」などと発言し、花瓶などを手当たり次第に投げつけた。
香苗
演 - 高岡凜花
漫画家アシスタント。

#### 同窓生の家族
野瀬正（のせ ただし）〈43〉
演 - 徳重聡
山梨県警の刑事部長。優美の夫。妻にDVと束縛を繰り返していた。潔癖症。
雨宮サユリ（あめみや さゆり）
演 - 高橋ひとみ（第2話 - ）
秀一の母。若年性アルツハイマーを患っている。
本当は意識も記憶もはっきりしていて、秀一が本物の息子ではないことに気づいている。
今井妙子
演 - 舟木幸
望緒の母。
岩崎琴江
演 - 立枝歩
奈々江の母。
野瀬貴美子
演 - 水木薫
正の母。
野瀬誠
演 - 池浪玄八
正の父。
深沢直子
演 - 眞田惠津子
稜の母。
北川優子
演 - 青紀ともこ
優美の母。
みゆき
演 - 吉原悠莉
望緒と中野幸の娘。

#### その他
柴崎
演 - 中江翼（第1話）
東青山法律事務所の弁護士。
赤羽
演 - 竜太朗（第1話）
望緒の中学時代の同級生。
板橋
演 - 鈴木アメリ（第1話）
望緒の中学時代の同級生。
根津
演 - 三小田芳樹（第1話）
望緒の中学時代の同級生。
佐々木
演 - 佐藤祐基（第2話 - ）
漫画雑誌「月刊マーマレード」編集者。
秋山洋一
演 - 馬庭良介（第2話、第5話）
玲子の知り合いの社会部記者。
後藤
演 - 藤本静（第2話、最終話）
雨宮サユリが入居する老人介護施設「すまいるの杜」職員。
葛西
演 - ねりお弘晃（第2話、第6話）
稜に、秀一は女癖がひどいから付き合わないほうがいいと助言する。
小池照子
演 - 津山登志子（第3 - 4話）
野瀬正宅の家政婦。
奥田
演 - 石神まゆみ（第3話）
DVシェルターのスタッフ。
永瀬
演 - 鶴ヶ崎好昭（第3話）
野瀬正のボディーガード。
黒川
演 - 原田もも子（第3話）
DVシェルターのスタッフ。
澤口正一
演 - 安住啓太郎（第4話）
週刊サーチ記者。
田村誠志（たむら せいじ）
演 - 近藤公園（第5話）
山西中学校3年2組の望緒たちの元担任。生徒思いの真面目な性格で、今もなお中野幸に関して心残りがある。
ミユキ
演 - 宮地美然（第5話、第7話）
喫茶アルプスの店主の娘。
古堀和也
演 - 木村了（第6話 - ）
古堀製作所の社長。古堀アキの血の繋がらない兄。中野と共謀し雨宮を監禁する。
妹の復讐のためなら犯罪を犯しても構わないという冷酷な性格で、計画の障害となる望緒を殺害しようともした、計画がうまくいかず雨宮の殺害を実行しようとするが返り討ちに合い死亡。
麻衣
演 - 野村麻純（第6話）
5年前に結婚を餌に金をたかられた雨宮秀一の元カノ。
小島
演 - 谷遼（第6話）
雨宮に借金を踏み倒されたバーテンダー。
古堀アキ
演 - 松島志歩（第7話）
雨宮の元カノ。2年前、DVを受け自殺した。
安藤
演 - 嶋村友美（第7話）
医師。望緒に妊娠を告げる。

### スタッフ
- 原作 - 愛本みずほ『愛しい嘘 優しい闇』（講談社「Palcy」連載）[3]
- 監督 - 樹下直美、日暮謙、木内健人
- 脚本 - 丑尾健太郎、神田優
- 音楽 - 横山克
- 主題歌 - 神はサイコロを振らない「イリーガル・ゲーム」（ユニバーサルミュージック）
- 挿入歌 - 神はサイコロを振らない「あなただけ」（ユニバーサルミュージック）
- プロデューサー - 大江達樹、中込卓也、山本喜彦、小路美智子
- 制作 - テレビ朝日、MMJ

### 放送日程
| 話数   | 放送日  | ラテ欄                                                                      | 脚本       | 演出     |
| ------ | ------- | --------------------------------------------------------------------------- | ---------- | -------- |
| 第1話  | 1月14日 | 同窓会から始まる恋と謎の殺人事件!? 予測不能なラブサスペンス                 | 丑尾健太郎 | 樹下直美 |
| 第2話  | 1月21日 | 親友の死の衝撃真相 全員嘘つき!! 予測不能ラブサスペンス                      | 丑尾健太郎 | 樹下直美 |
| 第3話  | 1月28日 | セレブ妻の不倫流出 今夜最大の驚愕ラスト ラブサスペンス                      | 神田優     | 日暮謙   |
| 第4話  | 2月04日 | 今夜第3の犠牲者!? 死の影に同級生不倫!! 14年前の火事の真相                   | 神田優     | 日暮謙   |
| 第5話  | 2月11日 | 次の犠牲者はお前だ!! ラスト1分衝撃展開…謎の同級生現る                       | 神田優     | 樹下直美 |
| 第6話  | 2月18日 | 今夜…激動の急展開 最大の嘘が暴かれる!! もう誰も信じられない ラブサスペンス  | 神田優     | 木内健人 |
| 第7話  | 2月25日 | 最終章…!! 全ての嘘が暴かれる!! 同級生連続殺人の真実とは!?                   | 丑尾健太郎 | 日暮謙   |
| 最終話 | 3月04日 | 最後の標的は全員!! 嘘に隠された真実の愛 真犯人が衝撃ラスト!! さらば初恋の人 | 丑尾健太郎 | 樹下直美 |

- 2月4日・11日・18日は『北京五輪 全力応援ナビ』放送のため10分繰り下げ、23:25 - 翌0:25に放送。

| テレビ朝日系 金曜ナイトドラマ                | テレビ朝日系 金曜ナイトドラマ                   | テレビ朝日系 金曜ナイトドラマ                                |
| 前番組                                       | 番組名                                          | 次番組                                                       |
| -------------------------------------------- | ----------------------------------------------- | ------------------------------------------------------------ |
| 和田家の男たち （2021年10月22日 - 12月10日） | 愛しい嘘〜優しい闇〜 （2022年1月14日 - 3月4日） | 家政夫のミタゾノ 【第5シリーズ】 （2022年4月22日 - 6月10日） |